# SpaceX Crew-6
SpaceX Crew-6 — шестой полёт американского космического корабля Crew Dragon («Endeavour») компании SpaceX в рамках программы NASA Commercial Crew Program для смены экипажа Международной космической станции (МКС). Запуск космического корабля Crew Dragon осуществлён 2 марта 2023 года в 5:34 UTC с помощью ракеты-носителя Falcon 9 со стартовой площадки LC-39A Космического центра имени Кеннеди. В ходе полёта корабль доставил четырёх членов экипажа миссии SpaceX Crew-6 и космических экспедиций МКС-68/69 на Международную космическую станцию. 4 сентября 2023 года, после 185-го суточного космического полёта, корабль Crew Dragon с экипажем миссии Crew-6 приводнился у побережья штата Флорида.

## Экипаж
| Астронавт          | Должность         | № полёта        | Организация     |
| Основной экипаж    | Основной экипаж   | Основной экипаж | Основной экипаж |
| ------------------ | ----------------- | --------------- | --------------- |
| Стивен Боуэн       | Командир          | 4               | НАСА            |
| Уоррен Хобург      | Пилот             | 1               | НАСА            |
| Султан Аль-Нейади  | Специалист полёта | 1               | MBRSC           |
| Андрей Федяев      | Специалист полёта | 1               | Роскосмос       |
| Дублёры            |                   |                 |                 |
| -                  | Командир          | -               | НАСА            |
| -                  | Пилот             | -               | НАСА            |
| Хаззаа Аль-Мансури | Специалист полёта | 2               | MBRSC           |
| Константин Борисов | Специалист полёта | 1               | Роскосмос       |

25 июля 2022 на сайте НАСА появилась информация, что Космический центр имени Мохаммеда бин Рашида в Объединённых Арабских Эмиратах (ОАЭ) назначил Султана Аль-Неяди провести примерно шесть месяцев на борту космической станции в рамках экспедиций МКС-68/69.

## Полёт
Запуск космического корабля Crew Dragon «Endeavour» с миссией SpaceX Crew-6 осуществлён с помощью ракеты-носителя Falcon 9 со стартовой площадки LC-39A Космического центра имени Кеннеди. Старт успешно произведён 2 марта 2023 года в 5:34 UTC. Этот полёт стал четвёртым для космического корабля Crew Dragon Endeavour. Стыковка к МКС состоялась 3 марта к зенитному стыковочному узлу модуля «Гармония».
28 апреля 2023 года астронавты Стивен Боуэн и Султан Аль-Нейади провели выход в открытый космос из модуля «Квест» длительностью более 7 часов. Они установили на поверхности станции оборудование (S-Band FRG) для последующего развёртывания панелей солнечных батарей iROSA (iROSA 1A и 1B).
6 мая 2023 года корабль Crew Dragon с экипажем миссии Crew-6 на борту отстыковался от верхнего узла модуля «Гармония» американского сегмента МКС, облетел станцию и пристыковался к переднему узлу того же модуля.
9 июня Стивен Боуэн, совместно с астронавтом Вуди Хобургом, провели выход в открытый космос из модуля «Квест» на поверхность МКС длительностью 6 часов 3 мин для развертывания панелей солнечных батарей iROSA 1A. 15 июня астронавты в том же составе продолжили работы в открытом космосе по установке панелей солнечных батарей iROSA 1A. Продолжительность выхода составила 5 часов 35 минут.
3 сентября 2023 года в 14:05 мск корабль Crew Dragon с экипажем миссии Crew-6 отчалил от МКС и 4 сентября 7:17 мск приводнился у побережья штата Флорида.